# Josephine Park
Josephine Park (* 10. dubna 1987) je dánská herečka. V roce 2014 absolvovala hereckou školu v Aarhuském divadle.
Objevila se ve filmech i seriálech, například ve filmech Na hraně (2014), Dicte (2013), Dědictví II (2015), Hånd i Hånd (2018), Doggystyle (2018) a v seriálu Mámou bez přípravy (2022) společnosti Netflix.
V roce 2019 a následující rok získala cenu Robert za ženskou herečku roku ve vedlejší roli za roli Jose v seriálu DR3 Doggystyle .
V roce 2019 a následujícím roce získala cenu Robert za ženský herecký výkon ve vedlejší roli roku za roli Jose v seriálu DR3 Doggystyle.

## Vybraná filmografie

### Film
| Rok  | Název          | Role    | Poznámka(y) |
| ---- | -------------- | ------- | ----------- |
| 2014 | Na hraně       | Sítě    |             |
| 2015 | Melon Rainbow  | Tanya   | Krátký film |
| 2020 | Shorta         | Rønning |             |
| 2021 | Středová stráž | MC      |             |
| 2021 | Venuseffekten  | Andrea  |             |

### Televizní seriály
| Rok     | Titul                   | role            | poznámka(y)       |
| ------- | ----------------------- | --------------- | ----------------- |
| 2013    | Dicte                   | Tina            |                   |
| 2015    | Dědictví                | Isa Varlø       | série 2           |
| 2018    | Mord uden grænser       | Helle Nielsen   | série 2, 6 epizod |
| 2018    | Hånd i hånd             | Mee             |                   |
| 2018–19 | Doggystyle              | Jose            |                   |
| 2020    | Efterforskningen        | Cecilie         | Minisérie         |
| 2020    | Når støvet har lagt sig | Augustova matka |                   |